# Simple Plan
Simple Plan er et pop-rock og alternativt rock band som er grundlagt i Montreal, Canada. Alle fem medlemmer er fransk-canadiere som er født og opvokset i provinsen Quebec. Bandet har udgivet 6 albums: No Pads, No Helmets... Just Balls (2002), Still Not Getting Any (2004), Simple Plan (2008), Get Your Heart On! (2011), Get Your Heart On - The Second Coming (2013) og Taking One For The Team (2016).
Samtidig har de også udgivet tre live albums: Live in Japan (2002), Live in  Anaheim (2004) og MTV Hard Rock Live (2005). 
Bandet har ikke fortaget sig nogle line-up ændringer siden deres begyndelse i 1999. Medlemmerne er: Pierre Bouvier (forsanger), Jeff Stinco (guitar), Sébastien Lefebvre (rytmeguitar, backup vokaler), David Desrosiers (basguitar, backup vokaler) og Chuck Comeau (trommer, slagtøj).
De har spillet på Vans Warped Tour hvert år fra 1999 til 2005, i 2011 og i 2013. Bandet har også spillet til afslutningsceremonien ved  Vinter-OL 2010  , og X-Factor Australien. I 2004 tog bandet også del i filmen New York Minute, med hovedrollerne the Olsen Twins. Mary-kate og Ashley.  
Simple Plan har stærkt forbundet til What's New, Scooby-Doo? De indspillede intro-sangen (skrevet af Rich Dickerson) og kommer selv til syne i episoden "Simple Plan and the invisible Madman." Få af deres sange optrådte også i filmene Scooby-Doo og Scooby-Doo 2: Monsters Unleashed.

## Historie

### 1993-2001: Dannelse og tidlige år
Simple Plan startede deres band allerede i 1993, og startede med at hede Reset. Dem der startede bandet "Reset" hedder Pierre Bouvier, Charles-André "Chuck" Comeau, Philippe Jolicoeur, og Adrian White. Reset turnerede rundt Canada med bands som MxPx, Ten Foot Pole, og Face To Face, med kun formålet om at vinde beskedne popularitet. 
Debut albummet No Worries No Limits blev udgivet i 1997, og Comeau forlod bandet lidt senere, for at gå på College. To år senere mødte han nogle af sine High School venner Jean-François "Jeff" Stinco og Sébastien Lefebvre, som var i adskilte bands, og de slog sig sammen for at danne Simple Plan. 
I det sidste af 1999, bekendte Comeau og Bouvier hinanden til en Sugar Ray koncert og Bouvier forlod Reset lidt efter, for at slutte sig sammen med Comeau. David Desrosiers erstattede Bouviers plads i Reset, men han forlod også bandet seks måneder senere, for at slutte sig sammen med Simple Plan.   
Oprindelsen af bandets navn er obskur. Bandets medlemmer har givet diverse svar, inkl. at bandet var deres simple plan, for at undgå at arbejde i McDonald's, eller andre fast food restauranter. Dog kan det være, at de har fået navnet fra filmen og romanen fra 1998, som har det samme navn.  

### 2002-03:No Pads, No Helmets... Just Balls
I 2002 udgav Simple Plan deres debut studio album, No Pads, No Helmets... Just Balls som fører til de efterfølgende singler, "I'm Just A Kid," "I'd Do Anything," "Addicted" og "Perfect." Simple Plan sagde at de sigtede efter en ren pop-punk indspilning. 
Den var originalt udgivet i USA med 12 numre, der endte med "Perfect," men kom i mange forskellige versioner med op til to ekstra numre. For eksempel, i USA blev den udgivet med de ekstra sange "Grow Up" og "My Christmas List," men i United Kingdom blev den udgivet med "One By One" og "American Jesus" (en live version af et cover af en Bad Religion sang.)   
Indspilningen indeholdt også vokaler fra sangere fra to andre pop-punk bands. "I'd Do Anything" med vokaler fra Mark Hoppus fra Blink-182, og "You Don't Mean Anything" med vokaler fra Joel Madden fra Good Charlotte.
På grund af deres nye album, spillede Simple Plan mere end 300 shows, stod øverst på the Alternative New Artist Chart, og spillede en tour i Japan. I 2003 spillede bandet som hovednavn på Vans Warped Tour. De spillede også korte ophold på Warped Tour i 2004 og 2005. Det samme år (2003) de åbnede for Avril Lavigne på hendes "Try To Shut Me Up" tour. I udvidelse til adskillige overskriflige tours, åbnede de også for Green Day og Good Charlotte. Albummet havde solgt over en million kopier tidligt i 2003, og blev senere til over fire millioner kopier, som gjorde det til bandets bedst sælgende album over tid.

### 2004-05:Still Not Getting Any
I 2004 udgav Simple Plan deres andet album, Still Not Getting Any, som var produceret af Bob Rock og fører til de efterfølgende singler "Welcome To My Life," "Shut Up!," "Untitled (How Could This Happen To Me?)," "Crazy" og (i nogle markeder) "Perfect World."
Imens de lavede CD'en tænkte medlemmerne af Simple Plan på mange navne inkl.Get Rich Or Die Trying og In The Zone. De bestemte at vælge Still Not Getting Any pga. mange afklarede grunde. Den mest populære grund er, at medlemmerne af Simple Plan tænkte, at de ikke fik nogle gode bedømmelser. Engang sagde Bouvier, at de kun havde én god bedømmelse for nylig i Alternative Press. Still Not Getting Any var en musical afgang fra deres forrige album. De beholdt stadig deres stil med dyster sangtekst sammen med opmuntrende musik, men brød deres standard pop-punk genre. 

### 2006-10:Simple Plan
Efter næsten et halvandet år, turnerede bandet rundt mest i Februar 2006, var med i få shows, holdt lidt fri, og begyndte på deres tredje studio album.

## Musik stil
Simple Plans musik stil er blevet beskrevet som pop-punk af  'Calgary Herald, The Torontoist, Channel News Asia, Allmusic, NME, MTV, The Guardian, the BBC, Rocklouder, About.com, Entertainment Weekly 'og VH1. 
Pop-punk vækkelsesprædikant af The New York Times, "Dude Rock" by Digital Spy og Rolling Stone bedømmelser beskriver No Pads, No Helmets... Just Balls som "nyt punk." Atlantic Records marketing materiale har beskrevet bandets stil som "klassisk punk energi og moderne pop." 

## Bandets medlemmer
- Pierre Bouvier – forsanger (siden 1999), lejlighedsvis guitar, bass (1999–2000)
- David Desrosiers – bass, backup vokaler (siden 2000), anden sanger i Live
- Sébastien Lefebvre – rytme guitar, backup vokaler (siden 1999)
- Jeff Stinco – fører guitar (siden 1999)
- Chuck Comeau – trommer (siden 1999

## Diskografi
- No Pads, No Helmets...Just Balls (2002)
- Still Not Getting Any... (2004)
- Simple Plan (2008)
- Get Your Heart On! (2011)
- Taking One for the Team (2016)

## Præmier og nominering
Radio Canada/La Presse Awards
- 2013 Nomineret for Arts and Entertainment Award
- 2013 Vandt Personality of the Year Award[47]

CASBY Awards[48]
- 2002 Vandt CASBY Award

Juno Awards
- 2012 Vandt Allan Waters Humanitarian Award[49]
- 2009 Nomineret for Juno Award
- 2009 Nomineret for Juno Award (for the group itself)
- 2006 Vandt Juno Fan Choice Award
- 2005 Nomineret for Juno Award
- 2005 Nomineret for Juno Award
- 2005 Nomineret for Juno Award

Kerrang! Awards
- 2008 Nomineret for Kerrang! Award

MTV Asia Awards
- 2006 Nomineret for Favourite Pop Act

MTV Video Music Awards
- 2004 Nomineret for MTV Video Music Award
- 2003 Nomineret for MTV Video Music Award

MuchMusic Video Awards
- 2012 Nomineret for MuchMusic Video Award (Best International Video by a Canadian)
- 2012 Nomineret for MuchMusic Video Award (UR FAVE VIDEO)
- 2011 Nomineret for MuchMusic Video Award
- 2009 Vandt MuchMusic Video Award
- 2008 Vandt MuchMusic Video Award
- 2008 Nomineret for MuchMusic Video Award
- 2008 Nomineret for MuchMusic Video Award
- 2006 Vandt MuchMusic Video Award
- 2006 Nomineret for MuchMusic Video Award
- 2006 Nomineret for MuchMusic Video Award
- 2005 Vandt MuchMusic Video Award
- 2005 Nomineret for MuchMusic Video Award
- 2005 Nomineret for MuchMusic Video Award
- 2004 Vandt MuchMusic Video Award
- 2003 Vandt MuchMusic Video Award

NRJ Music Awards
- 2012 Vandt NRJ Music Award
- 2007 Nomineret for NRJ Music Award

Teen Choice Awards
- 2008 Nomineret for Teen Choice Award
- 2005 Vandt Teen Choice Award

ADISQ
- 2006 Vandt artiste s'étant illustré le plus hors Québec